# 趙世暎
趙 世暎（チョ セヨン、朝: 조세영、1961年10月11日 - ）は、大韓民国の外交官。駐日大使館で3回勤務した経験などから代表的な日本通外交官とされる。97~99年には、韓国大統領の日本語通訳も務めた。韓国外交部の日本研究専門家の一人で、文藝春秋などの日本メディアにも寄稿する。日韓外交史（通史）に関する著書が、日本でも出版されている。

## 略歴

### 学歴
- ソウル・信一高等学校卒業[2]
- 高麗大学校法学科卒業[1]

### 職歴
- 1984年7月 - 外務部入省（第18回外務試験合格）
- 1987~89年 - 慶應義塾大学訪問研究員。
- 1990年6月 - 在日本大使館二等書記官
- 1993年12月 - 在イエメン大使館一等書記官
- 1996年2月 - 大統領秘書室へ派遣
- 1999年7月 - 在サンフランシスコ総領事館領事
- 2001年6月 - 在日本大使館一等書記官
- 2004年5月 - 東北アジア通商課長
- 2005年12月 - 在中国大使館公使参事官
- 2007年12月 - 在日本大使館公使参事官
- 2011年8月 - 東北アジア局長
- 2013年9月 - 外交部で名誉退職
- 2013年9月 - 東西大学校国際学部特任教授兼日本研究センター所長
- 2018年9月 - 外交部国立外交院長
- 2019年5月〜2020年8月 - 外交部第一次官[1]

## 韓国外務部時代
韓国外務部に務め、金泳三、金大中両元大統領の日本語通訳を務めた後、李明博政権では東北アジア局長を務めた。2012年、日韓秘密軍事情報保護協定締結をめぐる問題で責任を問われて東北アジア局長を辞任。2013年には外務省を退職した。
その後、2017年に文在寅政権下で設置された慰安婦問題韓日合意（2015年12月）の検証を行うタスクフォースに副委員長として参加。2018年9月、国立外交院の院長を経て、2019年5月23日、韓国外交部第1次官に就任した。
2020年8月14日付で外交部第1次官を退任。

## 外交部第一次官時代
2019年7月1日、日本が発表した韓国に対するキャッチオール規制の運用の見直し（半導体材料の輸出管理、ホワイト国除外の手続き開始）に対し、長嶺安政大使を呼び、同措置が韓国の関連産業や両国関係に否定的な影響を及ぼす可能性があるとして抗議を行った。
2019年8月2日、日本が前月に打ち出したキャッチオール規制の運用見直しを閣議決定したことを受け、再び長嶺大使を呼び出し遺憾の意を表明。「日本の措置は友好協力国家に対する道理に反した行為であり、このような報復的な経済措置を取る国家をわが国民はこれ以上友好国と考えることができない」との発言を行った。　
2019年8月6日、安倍首相が会見で徴用工訴訟問題に触れ、韓国政府を批判したことに対し、「日本政府は真実から目をそらさず、過去を否定し、人権を無視し、自由貿易の秩序を毀損する利己的な態度を放棄すべきだ」と反論した。
2019年8月28日、趙世暎次官はアメリカのハリス駐韓大使と面談。韓国側が日韓秘密軍事情報保護協定破棄を表明したことに対し、アメリカが繰り返し失望や懸念を表明することを自制するよう要求した。

## 出版
趙世暎『日韓外交史ー対立と協力の50年』平凡社（平凡社新書）　姜喜代・訳　2015年11月